# Radna Góra
Radna Góra – kolonia w Polsce położona w województwie podkarpackim, w powiecie stalowowolskim, w gminie Zaklików.
Wchodzi w skład sołectwa Zdziechowice Drugie. 